# SICAMM

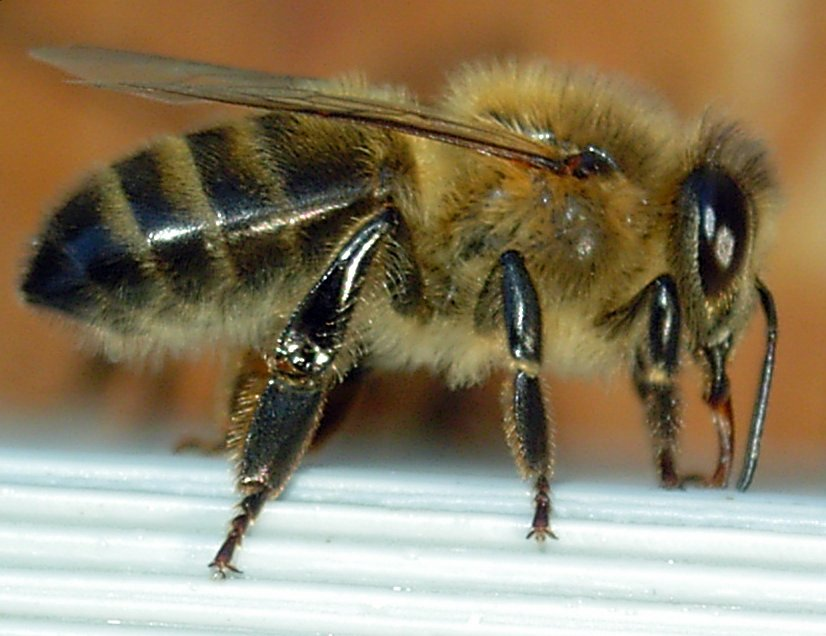
Nordiskt bi Apis mellifera mellifera

Societas Internationalis pro Conservatione Apis melliferae melliferae (SICAMM) (engelska: International Association for the Protection of the European Dark Bee), är en internationell förening med syfte att bevara det utrotningshotade nordiska biet Apis mellifera mellifera, en underart till honungsbiet Apis mellifera. Föreningen grundades 1995 i Norge av biodlare och naturvetare från Danmark, England, Norge, Polen, Schweiz, Sverige, Tyskland och Österrike.
SICAMM ordnar sedan 1995 regelbundet internationella konferenser och stöder både internationella, nationella och individuella projekt kring det nordiska biets återetablering i olika miljöer. SICAMM:s medlemmar består av bi-odlingsföreningar från olika länder och styrelsen är sammansatt av medlemmar från flera olika länder, inklusive från Sverige. I Sverige representeras SICAMM av den svenska föreningen Nordbi.

## Josef Stark-priset
Till minne av Josef Stark och hans pionjärinsatser inom bi- och miljöforskningen instiftade SICAMM ett pris för personer som har gjort stora insatser för det nordiska biet. 
Lista över Josef Stark pristagare: 
- 2004: Nils Drivdal, Norge.
- 2005: Richard Jefferson, England.
- 2006: Patrik Berg, Sverige.
- 2007: Elis Kadic, Slovenien.
- 2008: Rodger Dewhurst, England.
- 2009: Dr. Alejandra Vásquez, Sverige.
- 2010: Dr. Tobias Olofsson, Sverige.
- 2012: Dr. Eoghan Mac Giolla Coda, Irland.